# Cascades (Unternehmen)
Das Unternehmen Cascades ist ein ursprünglich kanadischer Hersteller von Papierprodukten unterschiedlichster Art. Der Firmenteil Cascades Europe wurde 2008 mit dem Unternehmen Reno de Medici fusioniert. Der neue Vertriebsname ist CAREO.

## Mutterkonzern
Die Cascades Incorporation wurde 1964 gegründet und hat sich zu einem führenden Unternehmen bei der Produktion, Verarbeitung und dem Vertrieb von verschiedenen Produkten aus Papier auf dem nordamerikanischen Markt entwickelt. Das Unternehmen war ein Vorreiter beim Recycling von Altpapier.
Insgesamt verfügt das Unternehmen über 140 Produktionsstandorte in Nordamerika und Europa. Beschäftigt werden etwa 15.600 Arbeitnehmer. Der Hauptfirmensitz ist Kingsey Falls in der Provinz Québec.

## Europa und Fusion mit Reno de Medici
In vier Kartonwerken in Frankreich (Cascades La Rochette und Cascades Blendecques), Deutschland (Cascades Arnsberg) und Schweden (Cascades Djupafors) sowie Schneidezentren und Verkaufslagern in Großbritannien, Italien und Frankreich sind insgesamt 1290 Mitarbeiter beschäftigt. Im Jahr 1989 wurde in Belgien ein weiteres Kartonwerk erworben (Cascades Duffel). Die Produktionsstätte wurde jedoch 1997 geschlossen und der Standort 2002 in ein Verkaufsbüro umgewandelt. Anfang 2012 wurde Cascades Duffel NV endgültig liquidiert.
Für den europäischen Markt war bisher das Tochterunternehmen Cascades S.A. mit Sitz in La Rochette in Savoie zuständig. Seit März 2008 ist Cascades Europe mit dem Unternehmen Reno de Medici fusioniert. Der Sitz der neuen Aktiengesellschaft ist Mailand. Cascades brachte in die Fusion die Recycling-Karton Standorte Arnsberg und Blendecques sowie das Schneidzentrum in Wednesbury ein und hielt damit bei der Fusion 30 % Reno de Medici 70 %. Das Gemeinschaftsunternehmen ist zweitgrößter Anbieter von Recycling-Karton In Europa. Die Produktionskapazität liegt bei 1,3 Millionen Tonnen per annum. Mit einem Anteil von inzwischen 57,6 % der Stammaktien ist Cascades zum Stand Juni 2013 der größte Aktionär von Reno de Medici.

## Deutschland

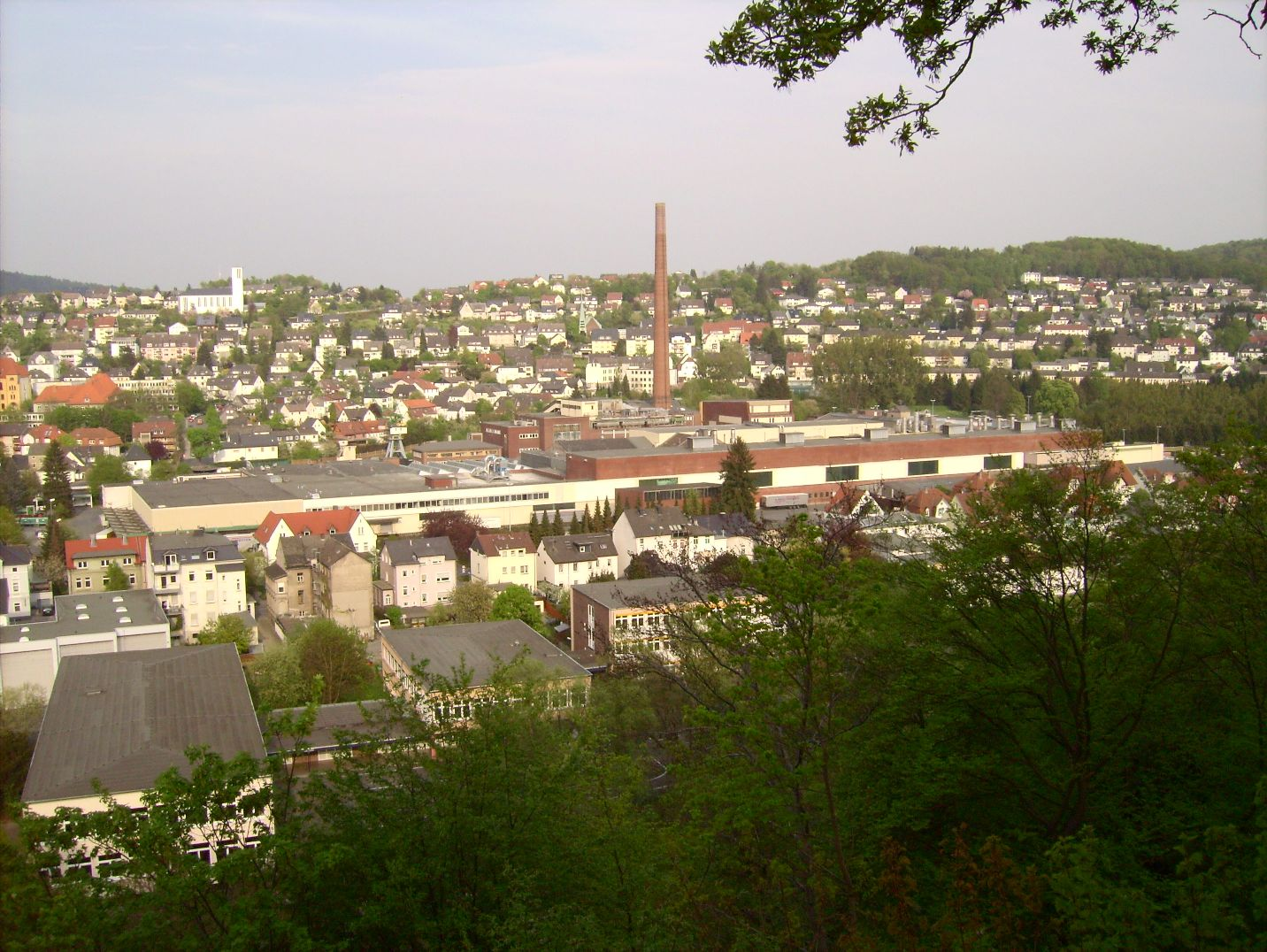
Werk Arnsberg

In Deutschland hatte das Unternehmen von der Firmengruppe Stora 1997 das Werk in Arnsberg übernommen und dieses 2008 in die Fusion mit Reno De Medici eingebracht. Dort produzieren etwa 300 Mitarbeiter im Jahr 230.000 t Faltschachtelkarton aus Altpapier. Damit ist es einer der größten gewerblichen Arbeitgeber in dieser Stadt.
Das Unternehmen setzt dabei eine Tradition fort, die 1901 mit der Gründung der Ruhrwerke AG begann. Im Jahr 1903 wurde die erste und 1906 eine zweite Kartonmaschine in Betrieb genommen. Im Jahr 1918 wurde das Werk von der Firma Reisholz und 1928 von der Feldmühle AG übernommen. Im Jahr 1955 wurde neben der bisherigen Wasserkraftanlage ein Kohlehochdruckkraftwerk errichtet und 1957 eine dritte Kartonmaschine in Betrieb genommen. Im Jahr 1989 wurde die Kartonmaschine 1 und die Holzschleiferei stillgelegt. Im Jahr 1990 ging das Werk in den Besitz der Firma Stora, im Jahr 1997 in den Besitz der Firma Cascades und schließlich 2008 von Reno De Medici über.